# ApoER2
Low density lipoprotein receptor-related protein 8 (сокр. LRP8), или Аполипопротеин-Е рецептор 2 (АпоЕ рецептор 2, ApoER2) – рецептор, принадлежащий к семейству рецепторов липопротеинов низкой плотности (англ. Low density lipoprotein receptor gene family), обнаруживаемый преимущественно в мозге и плаценте. ApoER2 состоит из пяти функциональных доменов, подобно другим белкам своего семейства. 
ApoER2 способен связываться с АпоЕ-содержащими липопротеинами, регулировать поступление селена в клетки, осуществляя эндоцитоз селенопротеина P, а также выступает рецептором рилина и тромбоспондина 1. Белок рилин, его рецепторы ApoER2 и VLDLR, и адаптерный белок цитоплазмы DAB1 являются участниками единого сигнального пути, регулирующего правильное построение слоёв коры головного мозга. В отсутствие обоих рецепторов ApoER2 и VLDLR у мышей наблюдается reeler-фенотип, такой же, как и при отсутствии белка рилин. ApoER2 играет более важную роль в сигнальном пути рилина, так как при его отсутствии наблюдаются более серьёзные нарушения миграции нейронов, чем при отсутствии лишь рецептора VLDLR. 
Усиление долговременной потенциации, вызываемое рилином, также опосредовано рецептором ApoER2. Внутриклеточный домен рецептора, кодируемый экзоном 19, воздействует на рецептор NMDA (NMDAR), играющий важную роль в механизмах памяти и обучения. Точный механизм воздействия пока неизвестен. Предполагается, что ApoER2 образует комплексы с NMDAR и белком PSD95. Экзон 19 подвержен альтернативному сплайсингу, причём относительное количество рецепторов с экзоном 19 увеличивается во время активности и уменьшается во время сна. Отсутствие экзона 19 у подопытных мышей не нарушает процесс кортикогенеза, но приводит к нарушению работы памяти.

## Связь с заболеваниями
В 2006 году была обнаружена ассоциация материнского однонуклеотидного полиморфизма rs2297660 гена LRP8 с задержкой внутриутробного роста. Каждая дополнительная копия «А»-аллели rs2297660 уменьшает риск задержки роста на 33% и связана с повышенным весом плода.